# 泰拉维足球俱乐部
泰拉维足球俱乐部，是格鲁吉亚卡赫蒂大区泰拉維市的职业足球俱乐部，成立于2016年。自2020年起参加格鲁吉亚顶级足球联赛格鲁吉亚足球超级联赛的赛事。